# Ойген фон Бойльвіц
Ойген фон Бойльвіц (нім. Eugen von Beulwitz; 2 серпня 1889, Нюрнберг — 25 грудня 1969, Розенгайм) — німецький офіцер-підводник і перекладач, капітан-лейтенант рейхсмаріне.

## Біографія
1 квітня 1909 року вступив на флот. Учасник Першої світової війни, вахтовий офіцер на панцернику берегової оборони «Фрітьйоф», з вересня 1915 року — на дредноуті «Східна Фризія». З вересня 1917 по квітень 1918 року пройшов курс підводника, після чого служив на підводних човнах U-24 та UB-25, а також вахтовим офіцером на підводному крейсері U-157. З 31 жовтня по 11 листопада 1918 року — командир UB-101. 29 листопада 1919 року звільнений у відставку.
До 1922 року був викладачем Дрезденського інституту крафт-мистецтва під керівництвом його друга Саші Шнайдера. Організував декілька морських прогулянок, серед яких — разом з Шнайдером через Ельбу, Гафель і канали до Шверінського озера в травні 1922 року і з Нойварпа до Баабе в серпні 1925 року. В 1927 році — командир шхуни «Едіт» під час корабельної подорожі, в якій загинув Шнайдер. Бойльвіц переклав декілька книг Сесіла Скотта Форестера і був внесений в Календар німецької літератури Кюршнера.
До 1932 року очолив яхтклуб Кімзее. В 1932 році розробив новий тип вітрильних човнів, відомих як Chiemseeplätte.

## Звання
- Фенріх-цур-зее (12 квітня 1910)
- Лейтенант-цур-зее (19 вересня 1912)
- Оберлейтенант-цур-зее (2 травня 1915)
- Капітан-лейтенант запасу (27 грудня 1919)

## Нагороди
- Залізний хрест 2-го класу
- Орден Альберта (Саксонія)
- Орден «За військові заслуги» (Баварія) 4-го класу з мечами
- Почесний хрест ветерана війни з мечами

## Вшанування пам'яті
З 2019 року яхтклуб Кімзее вручає премію Ойгена фон Бойльвіца за досягнення на Chiemseeplätte.